# Петров, Антон Петрович
Анто́н Петро́вич Петро́в (17 января 1902, Ачакасы, Цивильский уезд, Казанская губерния, Российская империя — 21 апреля 1982, Москва, СССР) — начальник инженерных войск 40-й армии Воронежского фронта, полковник, Герой Советского Союза (23.10.1943). Генерал-майор инженерных войск (13.09.1944).

## Биография
Родился 17 января 1902 года в семье крестьянина. Чуваш. Работал в сельском хозяйстве. Окончил 4 класса церковно-приходской школы (1915), учился в высшем начальном училище в посёлке Шихраны (1919). 
В армии с 1919 года. Участник Гражданской войны. В 1920 году окончил военно-инженерные курсы, в 1926 году — Московскую военно-инженерную школу имени Коминтерна, в 1932 году — Военно-техническую академию. Служил старшим инженером лаборатории строительных материалов Военно-технической академии РККА. 
Участник похода советских войск в Западную Украину и Западную Белоруссию в 1939 году. Участник советско-финской войны 1939—1940 годов.
На фронтах Великой Отечественной войны с 1941 года. Был начальником штаба инженерных войск Воронежского фронта (1942), начальником инженерных войск 40-й армии (1942-1943). Участник Острогожско-Россошанской и Воронежско-Касторненской наступательных операций Воронежского фронта.  
Отличился при форсировании Днепра южнее Киева в конце сентября — начале октября 1943 года. Умело и мужественно руководил инженерными войсками армии, что обеспечило захват плацдармов на правом берегу реки.
Указом Президиума Верховного Совета СССР от 23 октября 1943 года за мужество и героизм, проявленные в боях, полковнику Петрову Антону Петровичу присвоено звание Героя Советского Союза с вручением ордена Ленина и медали «Золотая Звезда» (№ 1845).
После войны продолжал службу в армии. С 1947 по 1962 годы был начальником факультета Военно-инженерной академии. С 1962 года генерал-майор инженерных войск А. П. Петров в отставке.
Жил в Москве в «Генеральском доме» (Ленинградский проспект, 75). Умер 21 апреля 1982 года. Похоронен в Москве в закрытом колумбарии Ваганьковского кладбища.

## Память
- Плита в колумбарии Ваганьковского кладбища.
- Его именем названа школа в родном селе Ачакасы.
- Памятник в Ачакасах